# Dedalopterus melanodiscus
Dedalopterus melanodiscus är en skalbaggsart som beskrevs av Zhang 1990. Dedalopterus melanodiscus ingår i släktet Dedalopterus och familjen Melolonthidae. Inga underarter finns listade i Catalogue of Life.